# ヒール (プロレス)
プロレスにおけるヒール（Heel）は、プロレス興行のギミック上、悪役を務めて、観客や視聴者を怒らせる立場のプロレスラーのこと。悪役、悪玉、悪党派などとも呼ばれる。昨今ではヒールかベビーフェイスかの区別がつき辛い者も存在する。ヒールの対義語としては、善玉、正統派を意味するベビーフェイス（Babyface）が存在する。擬似的なモノだが、現実と区別がつかない人によって、ヒール役がリング外で犯罪被害や嫌がらせ、誹謗中傷、死傷の目にあうことがある。メキシコにおけるルチャリブレではヒールのことを「ルード」、ベビーフェイスを「リンピオ」あるいは「テクニコ」と呼ぶ（いずれも男性形。女性ではルードはルーダと呼ばれる）。
通常、ヒールは反則を多用したラフファイトを展開する。金的への攻撃、凶器の使用といった反則はもちろん、レフェリーへの暴行、挑発行為、観客席での場外乱闘、果ては他者の試合への乱入なども行う（ただし、何を行うかは選手毎に様々である。ヒールは、元々はアメリカのプロレス業界で用いられていたスラングである。日本では元々「悪玉」「善玉」という日本語の表現が用いられていたが、現在では日本のプロレス業界でも一般的な単語になっており、プロレス以外のスポーツや一般社会や創作物の中でも、敵役的なイメージの人物をヒールと呼ぶことがある。

## 歴史

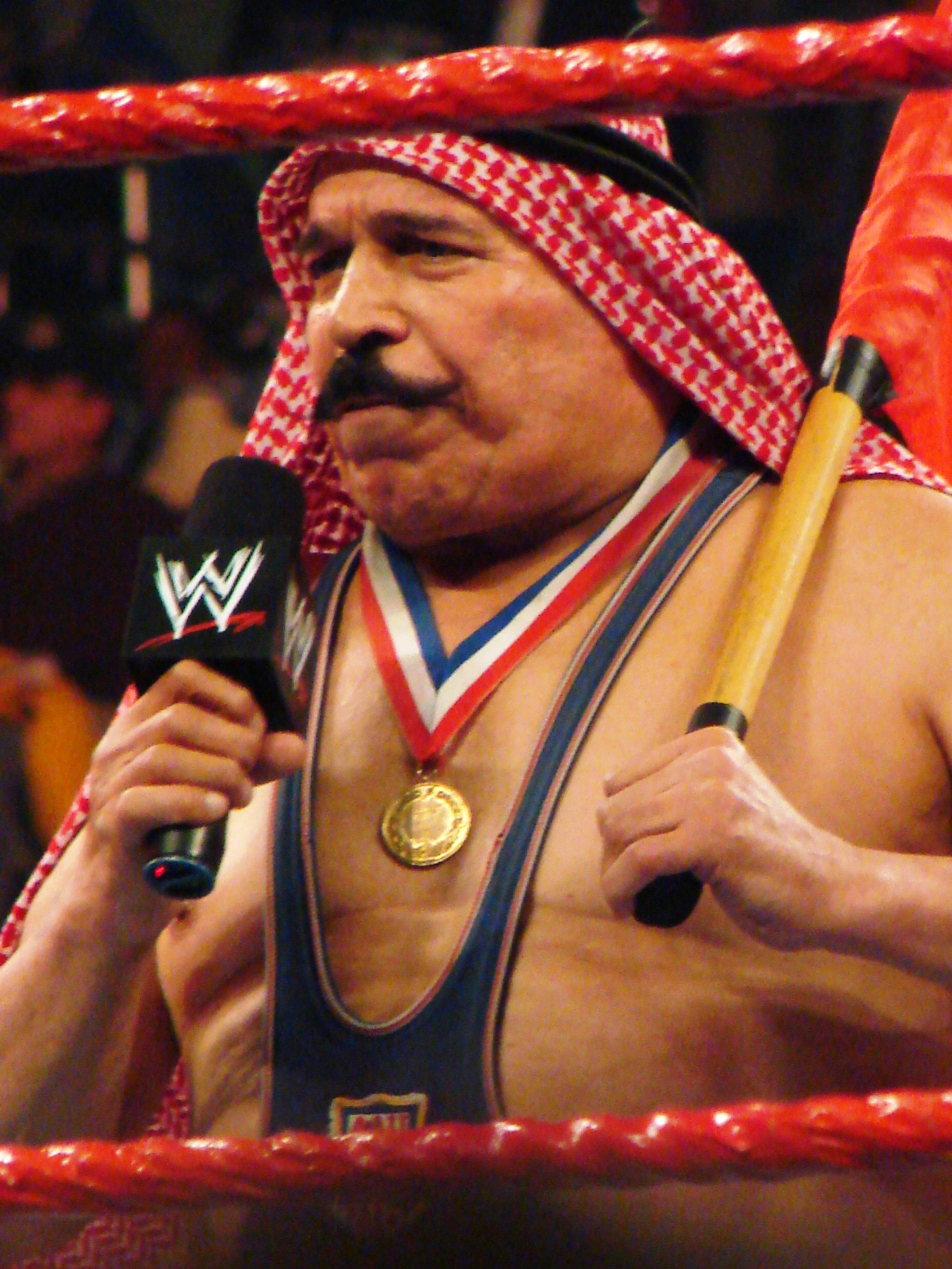
外国人ヒールの一例。マイクアピールを行うイラン出身のアイアン・シーク。

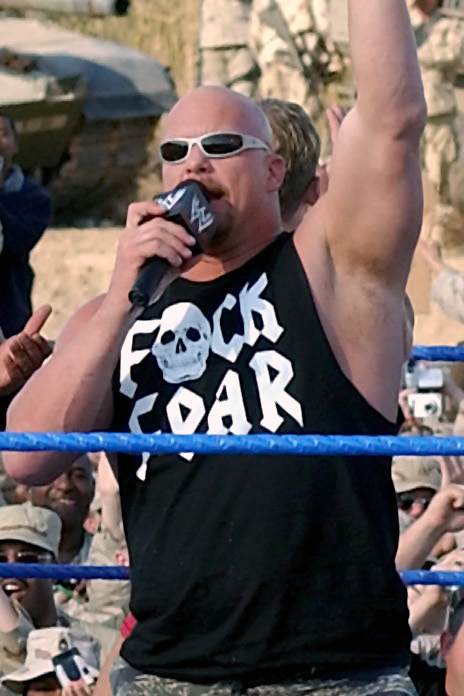
反逆者ヒールの一例。ストーン・コールド・スティーブ・オースチン。

1920年代、アメリカの都市部で隆盛したレスリング・ショーにおいて「正義」対「悪」という、勧善懲悪的アングルが興行を盛り上げる上で必要と考えられたため、「ベビーフェイス」と同時に「ヒール」が発祥した。
基本的にはどの国でも自国レスラーがベビーフェイス、外国人レスラーがヒールというのが通例であった。アメリカでは人種に基づく差別や偏見が根強く存在し、多くの場合第二次世界大戦で敵国人だった日本系（グレート東郷、ハロルド坂田、ミスター・モトなど）やドイツ系（ギミックではあるがハンス・シュミット、フリッツ・フォン・エリック、ワルドー・フォン・エリックなど）、あるいは旧共産圏のスラブ系（イワン・コロフ、クリス・マルコフ、ニコライ・ボルコフなど）や異文化・異教徒を象徴するアラブ系（ザ・シーク、スカンドル・アクバ、ジェネラル・アドナンなど）、正体不明の覆面レスラー（ザ・デストロイヤー、ジ・アサシンズ、ザ・スポイラーなど）といった、わかりやすいヒールが主流であった。ジャイアント馬場もアメリカ修行時代にはヒールとして活動している。
日本でも力道山時代には、外国人＝ヒールという図式のもと、アメリカ人の悪役を日本人である力道山が倒すのが定番の流れだった。第二次世界大戦の戦勝国であるアメリカの大柄なレスラーを、敗戦（日本の降伏）で意気消沈した日本の小柄な力道山が倒すという展開に当時の日本のファンは熱狂した。
しかし日本のプロレス界では、1960年代末からはビル・ロビンソン、1970年代に入るとミル・マスカラス、ザ・ファンクス（ドリー・ファンク・ジュニア&テリー・ファンク）などが外国人ベビーフェイスとして人気を得た。その一方、上田馬之助や極悪同盟などは日本人でありながら日本国内でもヒールであった。1970年代末から1980年代にかけては、アブドーラ・ザ・ブッチャー、スタン・ハンセン、ブルーザー・ブロディなど、その強さやキャラクターで日本人ベビーフェイス以上の人気を得た外国人ヒールも存在した。アメリカでも1980年代後半からはロード・ウォリアーズが、さらにはロシア人ギミックのヒールだったニキタ・コロフが冷戦終結後にファンの支持を得て、ベビーフェイスのポジションに転じて活躍した。
1990年代からは勧善懲悪の時代も終わり、ストーン・コールド・スティーブ・オースチン、ジ・アンダーテイカー、ザ・ロック、nWo、D-ジェネレーションXなどに代表されるような、かっこいいヒール（=アンチヒーロー）が人気を博した。日本では蝶野正洋、鈴木みのる、真霜拳號、藤田和之、ジェイ・ホワイト、KENTA、EVIL、SHO、中嶋勝彦、石森太二、上谷沙弥、拳王またノーフィアーやラス・カチョーラス・オリエンタレスが同様の人気を得ている。

## さまざまなヒール

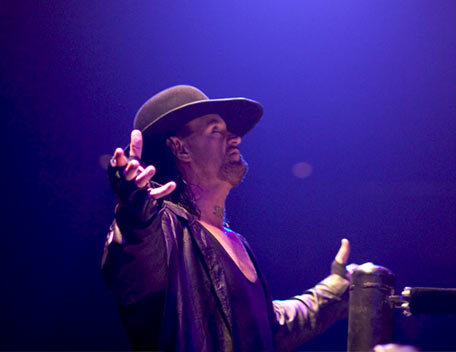
怪奇派ヒールの一例。墓掘り人ギミックのジ・アンダーテイカー。

ヒールにはいくつかの類型が存在する。
狂人ヒール
ギミック上、正常とは思えないような凶暴な行動やラフファイトでベビーフェイスを攻撃し、観客の反感を買うことを主眼としたヒール。
昭和期に活躍したアブドーラ・ザ・ブッチャー、タイガー・ジェット・シン、ザ・シーク、ブルート・バーナード、マッドドッグ・バション、キラー・カール・コックス、モンゴリアン・ストンパー、マーク・ルーイン、キング・イヤウケアなどの他、WWEに所属していたブライアン・ピルマン、ネイルズ、サイコ・シッド、ウェイロン・マーシー、ハイデンライク、ランディ・オートン、日本では極悪同盟、VOODOO-MURDERS、新日本プロレスの飯塚高史、プロレスリング・ノアのOZAWAなどがこれにあたる。
モンスターヒール
常人離れした巨大な体格を活かし、その巨躯とパワーにものを言わせた怪物的なファイトとパフォーマンスで観客の恐怖心を煽り立てるヒール。
スカイ・ハイ・リー、グレート・アントニオ、ザ・コンビクト、オックス・ベーカー、ビッグ・ジョン・スタッド、ブルーザー・ブロディ、キングコング・バンディ、ワンマン・ギャング、バンバン・ビガロ、ビッグバン・ベイダー、ジャイアント・ゴンザレス、ヨコズナ、ディーゼル、クルガン、ビッグ・ダディV、ビッグ・ショー、ブロック・レスナー、ウマガ、ジーン・スニツキー、グレート・カリ、ブラウン・ストローマン、女子ではモンスター・リッパー、アメージング・コングなどが代表的。アメリカ修業時代のジャイアント馬場（ババ・ザ・ジャイアント）、新日本プロレス参戦時およびWWF時代末期のアンドレ・ザ・ジャイアントも同タイプ。
怪奇派ヒール
上記の狂人ヒールやモンスターヒールとも共通した部分があるが、より不気味なギミックや風貌、超常的・神秘的な演出などで観客に恐怖心を与えるヒール。
キラー・コワルスキー、ジョージ・スティール、ケビン・サリバン、ジェイク "ザ・スネーク" ロバーツ、ジ・アンダーテイカー、ケイン、フライアー・ファーガソン、ハクシ、マンカインド、ケビン・ソーン、ザ・フィーンドなど。ザ・グレート・カブキ、カマラ、エイドリアン・ストリート、ミッシング・リンク、ケンドー・ナガサキ、パパ・シャンゴ、ゴールダスト、ブギーマンといったミステリアスなペイントレスラーや、ブル・カリー、パンピロ・フィルポ、ザ・ビーストなどの野獣系、ジプシー・ジョー、ワイルド・サモアンズ、キラー・カーンなどの蛮族をギミックとしたレスラーも含まれる。
古くは末端肥大症を患っていたフレンチ・エンジェルをはじめ、くる病を発症していたカシモド、全身無毛のスカル・マーフィーなど、身体的な欠陥をセールスポイントとした怪奇派も存在した。ザ・マミー（ミイラ男）、ザ・ウルフマン（狼男）、ギャングレル（吸血鬼）など伝説上の怪物をモチーフとする場合もあり、カール・モファットがジェイソン・ボーヒーズ、マイク・カーシュナーがレザーフェイス、ダグ・ギルバートがフレディ・クルーガーに扮したように、ホラー映画のキャラクターをそのままギミックとしたレスラーもいる。

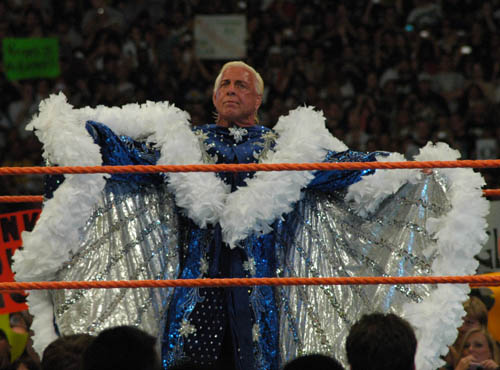
エゴイストヒールの一例。派手なコスチュームに身を包み尊大な態度を取るリック・フレアー。

エゴイストヒール
ギミック上、エゴイスト（利己主義者）として尊大に振舞うヒール。自身の経歴や出自、容貌や肉体美などを鼻にかけ、自身を誇大表現・自己賛美したマイクパフォーマンスを行って観客を煽る（観客を見下したような発言も多く、それに対してベビーフェイス側が「みんなをバカにするな」と掴みかかったところで試合開始のゴングが鳴るというパターンが定番）。
古くはゴージャス・ジョージやバディ・ロジャース、その影響下にあったニック・ボックウィンクルやリック・フレアー、筋肉マン系のスーパースター・ビリー・グラハムやリック・ルード、色悪系の "ザ・モデル" リック・マーテルやジノ・ヘルナンデス、ショーン・マイケルズ、エリートや上流階級をギミックとした "ザ・ミリオンダラー・マン" テッド・デビアス、ミスター・パーフェクト、ロード・スティーブン・リーガル（ウィリアム・リーガル）、ハンター・ハースト・ヘルムスリー、ジェフ・ジャレット、カート・アングル、クリス・ジェリコ、エッジ、アルベルト・デル・リオなど。日本では1994年にヒールターンしてからの蝶野正洋、DRAGON GATEのBlood Generation、女子では尾崎魔弓、SMASH参戦以降の華名など。
バカヒール（ヘタレヒール）
エゴイストヒールに近く、またエゴイストヒールとキャラクターを兼ねることも少なくないが、馬鹿げた発言や大人げのないパフォーマンス、もしくはパフォーマンス失敗、敗戦時での身体を張った恥晒しなどで観客から笑われることを求められるなどの違いがある。試合では漁夫の利を得やすい立場であるが、アングルの展開次第で正統派レスリングの技術を発揮したりなど、単純にバカや滑稽さだけでは収まりきらないキャラクター性まで要求されることも多く、ある種の才能が要求される役回りである。
アメリカではミスター・マクマホン&シェイン・マクマホン親子、エリック・ビショフ、ホンキー・トンク・マン、ザ・マウンティー、リポマン、JBL、クリスチャン、サンティーノ・マレラ、ドルフ・ジグラー、ヒース・スレイター、日本では冬木弘道、アン・ジョー司令長官、"brother"YASSHI、ヘイト、FMWのブリーフブラザーズ（金村キンタロー&ミスター雁之助）、マシーン軍団、魔界倶楽部、ZAP、フェロモンズなどが代表格。
外国人ヒール
外国人選手がこれに該当。日本では、古くは力道山時代のシャープ兄弟以降、外国人＝ヒールという図式はプロレスにおけるもっとも根本的なアングルである（ただし、昭和期の日本でもビル・ロビンソン、ミル・マスカラス、ザ・ファンクスのように外国人ベビーフェイスも存在した）。アメリカにおいては、異教徒としてのアラブ系、異文化民族としての東洋系、冷戦時代におけるスラブ系、第二次世界大戦以来のドイツ系、アメリカにノーと言えるフランス系がヒールとなることが多い。なお、メキシコではかつての日本と同様、アメリカのレスラーはヒールになる場合が多い。
昭和期のアブドーラ・ザ・ブッチャーやスタン・ハンセンのように、ヒールのポジションでありながらベビーフェイス的な支持を集めた外国人選手も存在する。
外敵ヒール
単によそ者というだけで、反則攻撃などヒールらしい振る舞いをするとは限らないが、団体抗争における他団体の選手がこれに該当する。団体（国際プロレス）消滅後であるが、1980年代前半の新日本プロレスで活躍した国際軍団、1980年代中期の全日本で活躍したジャパンプロレスなどが代表例。USWA時代のジェリー・ローラーのように、所属団体ではクリーンファイトを繰り広げているが、他団体参戦時にはラフプレイに転じるレスラーもいる（日本の獣神サンダー・ライガーはその反対に、新日本でヒールを演じていた一方、他団体ではベビーフェイスとなったことがある）。
反逆者ヒール
団体のエースや首脳陣（フロント）の動向に反発して敵対する立場のキャラクターを務める。世代抗争などを絡める場合もある。
かつての新日本プロレスの維新軍、反選手会同盟（のちの平成維震軍）、nWoジャパンやTEAM 2000、C.T.U、ロス・インゴベルナブレス・デ・ハポン、UNITED EMPIRE、WAR DOGS、Mi Vida Loca、DAMNATION→DAMNATION T.A.など。ストーン・コールド・スティーブ・オースチン、中邑真輔、内藤哲也、鷹木信悟、鈴季すず、YAMATO、上谷沙弥、吉岡世起、中嶋勝彦、石森太二、KENTA、拳王、ジェイク・リー、ウィル・オスプレイ 、スターライト・キッドなどのように、アンチヒーローとして支持を集め、ベビーフェイスに転じる場合もある。また、一時期の高木三四郎のように団体を牽引する立場の人物が反旗を翻すケースも稀に見られる。
武闘派ヒール
レスラーのキャラクターや立ち位置ではなく、ファイトスタイルに基づいた分類で、ラフファイトや反則技、場外乱闘や過激で危険な技といった技術・行為を積極的に取り入れて戦うレスラーのこと。ハウスショー的アングルが少ない団体で多く存在する傾向がある。
1990年代の全日本プロレスにおける川田利明、渕正信などがこれに該当した。また、蝶野正洋がヒール転向した当初も「武闘派」と称していた。
極悪マネージャー
悪徳マネージャーとも呼ばれる。ヒールの専属マネージャーとしてマイクパフォーマンスを代行する他、リングサイドに陣取り試合中にベビーフェイスの足を引っ張って転倒させる、凶器をリング内へ投入する、レフェリーの注意を引きつけて反則行為を助長させる、勝負どころでレフェリーのカウントを妨害するなど、観客の憎悪を煽る行為を働く。大抵の場合ベビーフェイスのレスラーに制裁を受けたり、味方のヒールに手渡した凶器の誤爆などによって失神するなどして、控え室へ押し戻されるというのがお約束となっており、上記のバカヒール（ヘタレヒール）にも近い。
アメリカではフレッド・ブラッシー、グラン・ウィザード、ルー・アルバーノ、ボビー・ヒーナン、J・J・ディロン、ゲーリー・ハート、ジミー・ハート、ポール・エラリング、ジム・コルネット、ポール・E・デンジャラスリー、カーネル・ロバート・パーカー、スリック、ポール・ベアラー、ハービー・ウィップルマン、アルマンド・エストラーダなどの他、ずる賢さや姑息さの象徴としてか、トージョー・ヤマモト、ミスター・フジ、ヒロ・マツダ、ヤマグチ・サン、サニー・オノオなど、日系人や日本人が演じる場合も少なくない。日本マットではミスター珍、将軍KYワカマツ、星野勘太郎、ビクター・キニョネス、マネージャー・ポリスなど。
極悪レフェリー
ヒールのレスラーに買収された、もしくは結託したというギミックで、反則行為を見て見ぬ振りをするなど、試合中にヒールに有利なレフェリングを行う。大一番の試合でも同様の行為を働くが、ほとんどの場合、試合中のアクシデントでリング外へ落ちたり失神したりするなどして、サブレフェリー（正式なレフェリー）と交代して中立なレフェリングが行われ、ベビーフェイスが勝利するパターンがアングルの基本線である。
テディ・ロング、ニック・パトリック、チャールズ・ロビンソン、阿部四郎、伊藤豪、玉岡金太、テッド・タナベなどが代表。なお、ブッチャーやシンの試合を裁いたジョー樋口やミスター高橋のように、ヒールという立場ではないが試合を盛り上げるために「凶器に気づかないふり」をしていたレフェリーも存在する。彼らはヒールと見なされることはないものの、「レフェリーどこ見てんだ!」という類の野次を浴びることがあった。
極悪経営者・フロント
団体経営者、上級社員、顧問弁護士、GMなど、会社や選手を運営管理する立場の者が、その権力を濫用してベビーフェイスの選手を苦しめるヒール・キャラクターとして前面に出てくる場合がある。マクマホン・ファミリー（ビンス、シェイン、ステファニー、トリプルH）、ポール・ヘイマン、エリック・ビショフ、セオドア・ロング、ジョン・ロウリネイティスなど。ベビーフェイスのレスラーやファンを愚弄した高慢な言動を展開するなどエゴイストヒールに近い要素が有るが、基本的にはレスラーではなく試合には出ない。試合の対戦相手やルールを、ベビーフェイスに極めて不利に設定したり、無理難題を押し付けたりなど、通常はリング外で高みの見物をしながら悪徳行為を犯すのが主である。しかし、アングルの展開次第では試合に引っ張り出されたり、トリプルHのようにレスラー経験者の場合は自ら率先して試合に乱入したりすることもある。
悪徳解説者
本来は中立であるはずのコメンテーターが、実況においてヒールを露骨に絶賛する反面、ベビーフェイスの人気選手を侮辱するような解説を行って視聴者の憎悪を煽る。ジェシー・ベンチュラ、ボビー・ヒーナン、ジョニー・バリアント、テッド・デビアス、ジェリー・ローラー、ラリー・ズビスコ、JBL、サイラス・ザ・ヴァイラスなど。行為的には悪徳マネージャーに近く、マネージャーを兼任している場合もある。
番外（ナチュラルヒール）
実力に見合わない高待遇・抜擢（ゴリ押し）を受け、インタビューではビッグマウスを叩くもふがいない試合運びをし、客から自然とヒールとして扱われるいわゆる嫌われ者であり野次も他と違い殺気づいたもの、シュプレヒコール、帰れコールを浴びる。新日本プロレス時代の北尾光司、海野翔太などが該当する。

## ヒールターン
かつてベビーフェイスだったレスラーが、ヒールに転向することをヒールターンと呼ぶ。これは対決の構図を改めることで興行自体がマンネリ化するのを避けるためであったり、レスラー自身のベビーフェイスでの人気が伸び悩んでいる、または、陰りが見えてきた場合や、レスラーの新たなキャラクター作りのために行われることもある。
レスラーが新人・若手・中堅を経てトップレスラーへと上り詰めてゆく過程においては、リング上のパフォーマンスで観客の心理をコントロールするスキルと演技力を身につける必要があり、その実践訓練としてヒール修行は必須で、いわばトップレスラーを目指すにあたって超えるべき登竜門の1つともいえる。実際、ヒールレスラーのパフォーマンスに憧れてプロレス入りした者も珍しくはなく、自ら志願してヒールターンする場合や最初からヒールとしてデビューするケースもある。
ヒールにターンする場合、観客が理解しやすい様に、他のベビーフェイスレスラーを襲撃する、リング上で仲間割れを起こす、コスチュームや髪型を変えるなどの派手なパフォーマンスを行うのが常道である。他方で、自団体がエース候補として育てている若手選手がある日突然ヒールターンして狂人やエゴイストの様な振る舞いをするのは、長期的なキャラクターイメージや販売戦略を考えた場合にはさすがにマイナスとなりかねないため、その場合には「若さゆえにフロントに反逆し、世代闘争を掲げて現エースという大きな壁に歯向かう」などという筋書きで、そのアングルにおけるキャラクターの立ち位置はヒールでありつつも、リング上での成長物語的な要素も絡めて単純な悪役像に落とし込まない様にアングルが構成されるのが基本である。
演出上、ヒールターンは選手が自ら行動を起こした場合と、ヒール軍団による勧誘といった場合がよく見られるが、本来は団体経営陣やプロモーターの判断によって決められている。そのため選手によっては不本意ながらヒールに転向しているケースや、それまでベビーフェースもしくはスター選手であった選手が1年以上長期欠場し、後遺症に悩まされ以前のファイトが出来なくなった（もしくは以前の勘を取り戻すまで）場合にもヒールターンが行われることもある。同様に、一度引退した選手が現役復帰する際に試合感覚を取り戻すまでの間にもヒールターンが行われることもある。
これらの事情から、ヒールキャラクターには不向きな性格の者がヒールを演じているケースも少なくない。希にデビュー前の新人をヒールとして売り出すために架空のプロフィール（元不良や暴走族出身など）で紹介し、デビュー戦でラフファイトの試合を行わせていたこともあったが、偽りのプロフィールに嫌気がさしたり、基本的な試合運びができないといった事態により、試合中に負傷してしまい、短期間で引退を余儀なくされてしまった選手もいる。

## ヒール軍団

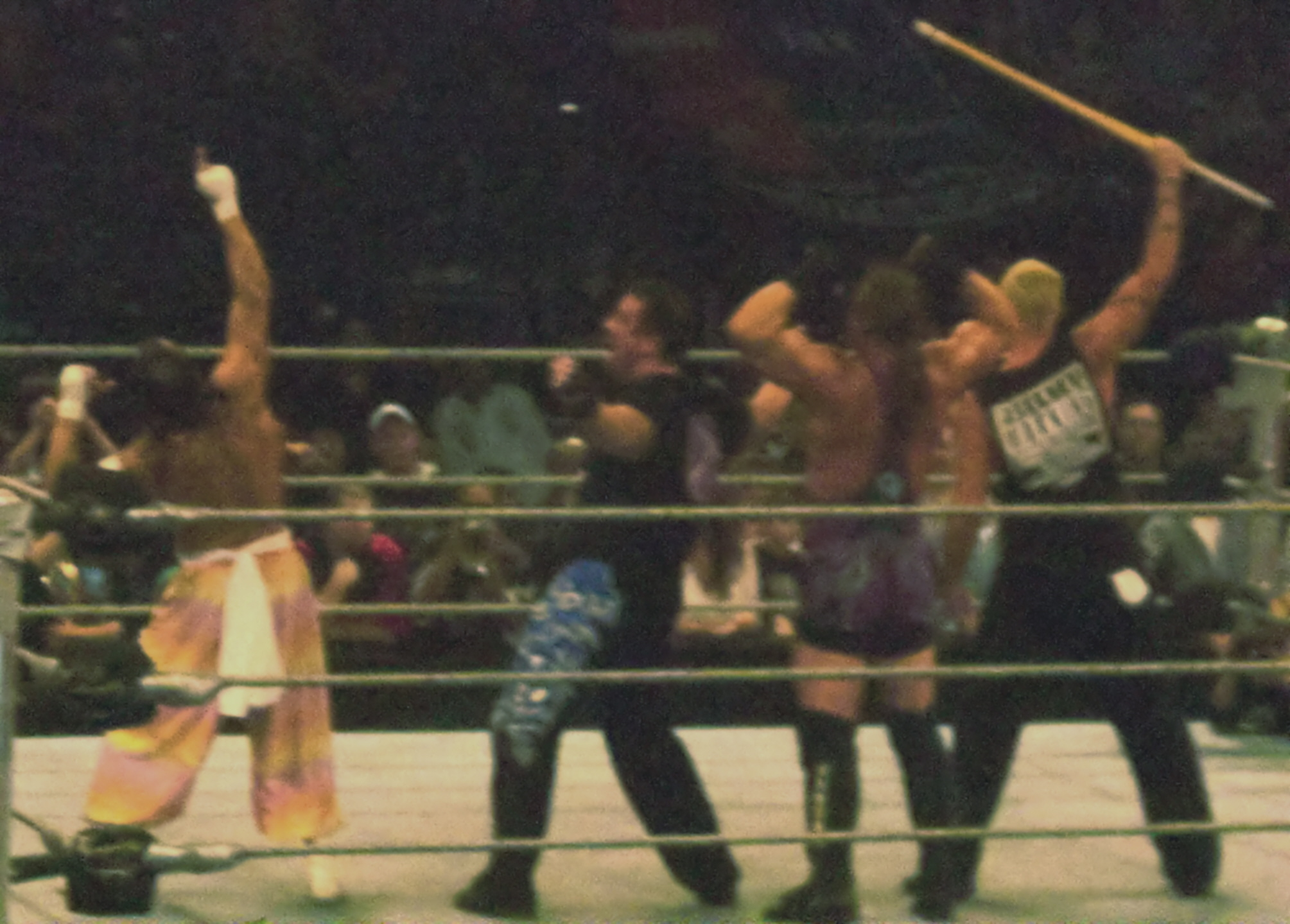
ECW出身の選手で結成されたWWEのヒール軍団「ECWオリジナルズ」は典型的な外敵ヒールでもあった。

ヒールによって構成されるチームは、アングルの一種である団体抗争を演出する上で不可欠の存在である。プロレス史の中には絶大な人気を誇ったヒール軍団も少なくない。また、一つの団体に複数のヒール軍団が存在することもあり、その場合はヒール同士の抗争も頻繁に起こる。

### 海外
- ゴールデン・グラハムズ
- ミネソタ・レッキング・クルー
- バリアント・ブラザーズ
- ヒーナン・ファミリー
- ファースト・ファミリー
- スタッド・ステイブル
- ハウス・オブ・フンパーディンク
- ファビュラス・フリーバーズ
- リージョン・オブ・ドゥーム
- ミッドナイト・エクスプレス
- ラシアンズ
- フォー・ホースメン
- ハート・ファウンデーション
- バーシティ・クラブ
- デンジャラス・アライアンス
- デモリッション
- ミリオンダラー・コーポレーション
- ニュー・ワールド・オーダー
- D-ジェネレーションX
- ダッドリー・ボーイズ
- フル・ブラッデッド・イタリアンズ
- ネーション・オブ・ドミネーション
- トゥルース・コミッション
- ヒューマン・オディティーズ
- レイヴェンズ・フロック
- チーム・マッドネス
- ウエスト・テキサス・レッドネックス
- コーポレーション
- ミニストリー・オブ・ダークネス
- コーポレート・ミニストリー
- ライト・トゥ・センサー
- アライアンス
- ディサイプルズ・オブ・ザ・ニューチャーチ
- メキシクールズ
- スピリット・スクワッド
- レガシー
- ネクサス
- コア
- シールド
- ワイアット・ファミリー
- エボリューション
- オーソリティー
- ロス・インゴベルナブレス

### 日本
- 狼軍団
- 独立愚連隊
- はぐれ国際軍団
- 維新軍
- マシーン軍団
- ブロンド・アウトローズ→レイジング・スタッフ
- 反選手会同盟→平成維震軍
- 狼群団→nWoジャパン→TEAM 2000
- C.T.U
- 魔界倶楽部
- UFO
- 平成海援隊→海援隊☆DX
- デルフィン軍団
- 悪役商会
- ノーフィアー
- RO&D
- VOODOO-MURDERS
- たけしプロレス軍団
- 冬木軍
- 鈴木軍
- ブラック軍団
- ブラック・デビル
- 極悪同盟
- 獄門党
- ラス・カチョーラス・オリエンタレス（猛武闘賊）
- ZAP
- OZアカデミー
- 平成裁恐猛毒GUREN隊
  - 猛毒隊
  - 裁恐軍
  - G-MAX
- BLACK JOKER
- 卑弥呼
- 尾崎軍→正危軍
- D-FIX
- Z-SPIRITS
- 悪冠一色
- G・B・H
- CHAOS
- バッドフォース
- 高田モンスター軍
- REAL HAZARD
- VerserK
- ANTIAS
- MAD BLANKEY
- Blood WARRIORS
- マッスル・アウトローズ
- リーサル・ウエポン
- アメリカ版FMW（ファンク・マスター・オブ・レスリング）
- W★ING同盟
- チーム・ノーリスペクト
- NO MERCY
- nWj
- モンスターアーミー
- 邪道軍
- レボルシオン・アマンドラ
- トリプルテイルズ
- ブラック・ダリア
- 川崎葛飾最強伝説（トラブルメーカー2）
- 木村モンスター軍
- 堀田暴走軍
- ハートムーブ系リフォーム
- BULLET CLUB
- ロス・インゴベルナブレス・デ・ハポン
- 超危暴軍
- R・E・D
- ディスオベイ
- デスペラード
- BAD BOY
- ディープ・ドランカーズ
- 凶月
- STONED
- 阿修羅
- 九龍
- TOTAL ECLIPSE
- PURPLE HAZE
- PERROS DELMAL DE JAPON
- HOUSE OF TORTURE
- THE RULE
- Z-Brats
- WAR DOGS
- 大江戸隊→H.A.T.E.
- TEAM 2000 X

## 日本のヒール
以下は、日本マットにおいてヒールとして活動した日本人選手。
- シャチ横内[12]
- 上田馬之助[13]
- マサ斎藤[14]
- ミスター・ヒト[15]
- ヤス・フジイ[16]
- キム・ドク[17]
- キラー・カーン[18]
- ミスター・ポーゴ[19]
- 栗栖正伸[20]
- 鶴見五郎[21]
- 蝶野正洋[4]
- 真壁刀義
- 平柳玄藩
- 野橋太郎
- 問題龍
- タイチ[22]
- NOSAWA論外[22]
- TAKAみちのく[22]
- 金丸義信
- エル・デスペラード
- DOUKI
- 鈴木みのる[22]
- 内藤哲也[5]
- EVIL[4]
- 佐々木大輔[23]
- 石森太二
- KENTA
- 森嶋猛
- 拳王
- デビル雅美
- ダンプ松本[6][7]
- ブル中野[24][25]
- 井上京子[25]
- アジャ・コング
- クレーン・ユウ[7]
- バイソン木村
- 北斗晶
- シャーク土屋
- 木村花[1][2][3][26]
- 刀羅ナツコ
- OZAWA